# Grijskoppurperkoet
De grijskoppurperkoet (Porphyrio poliocephalus) is een vogel uit de familie van de rallen, koeten en waterhoentjes (Rallidae).

## Verspreiding en leefgebied
- P. p. seistanicus: van zuidoostelijk Turkije tot de Kaspische zee, noordwestelijk Iran, van Irak tot Pakistan en noordwestelijk India.
- P. p. poliocephalus: van India en Sri Lanka tot zuidwestelijk China en noordelijk Thailand en de Andamanen en Nicobaren.
- P. p. viridis: van zuidelijk Myanmar tot zuidelijk Indochina, het Maleisisch schiereiland en noordelijk Sumatra.

## Status
De grijskoppurperkoet komt niet als aparte soort voor op de lijst van het IUCN, maar is daar een ondersoort van de (gewone) purperkoet (P. porphyrio).